# Jan Hubel
Jan Marian Hubel (ur. 24 sierpnia 1895 we Lwowie, zm. 9 września 1920  w Warszawie) – kapitan artylerii Wojska Polskiego, kawaler Orderu Virtuti Militari.

## Życiorys

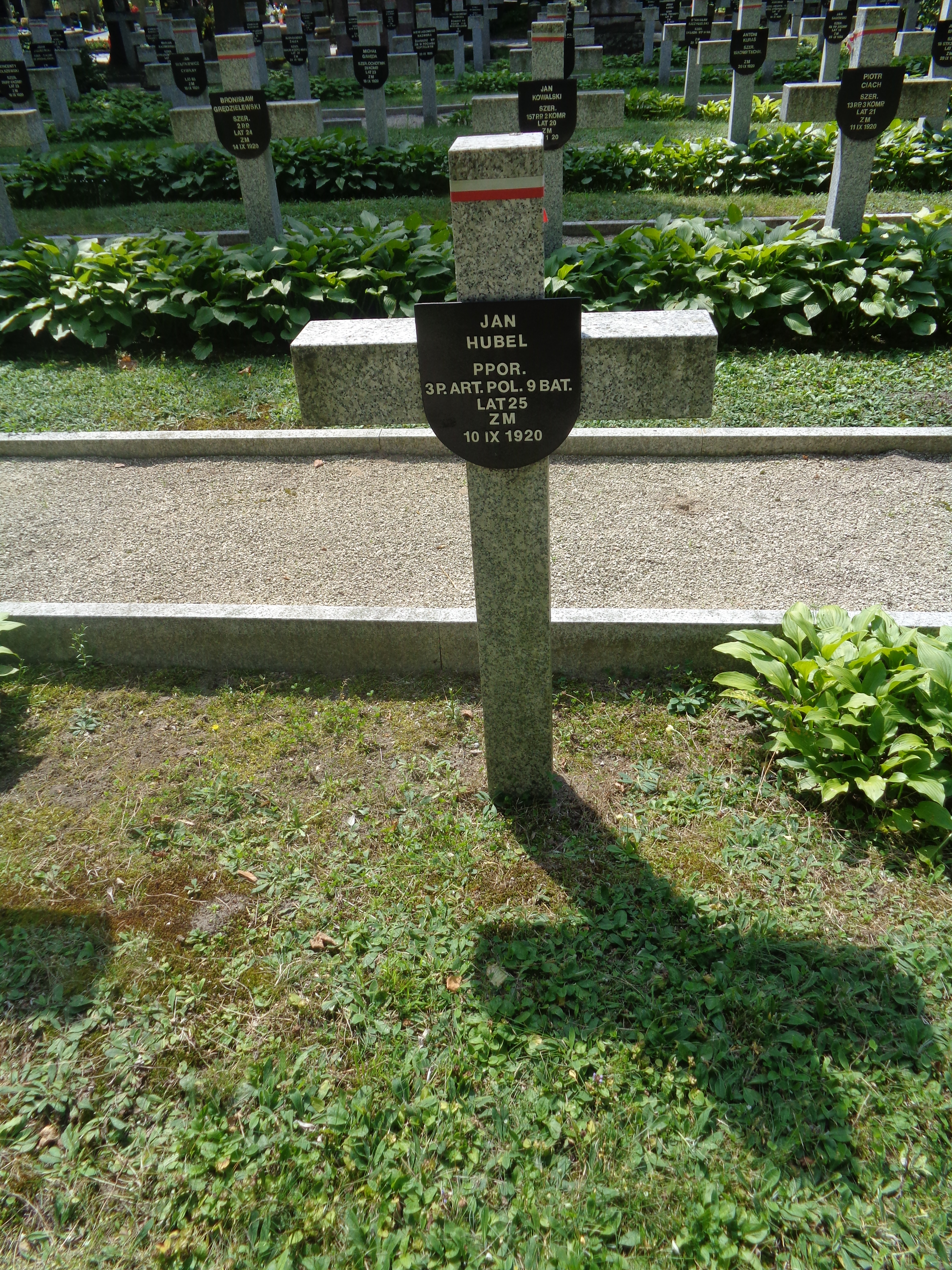
Grób Jana Hubela na Cmentarzu Wojskowym na Powązkach

Urodziła się w rodzinie Jana i Heleny ze Stasickich. Absolwent gimnazjum we Lwowie, student Politechniki Lwowskiej i członek Związku Strzeleckiego.
W 1914 wstąpił do Legionów Polskich i otrzymał przydział do legionowej artylerii. 1 stycznia 1917 awansował na stopień chorążego w artylerii. Po kryzysie przysięgowym wcielony do armii austriackiej.
W 1918 wstąpił do Wojska Polskiego i awansował na stopień porucznika. W 3 pułku artylerii polowej Legionów walczył froncie polsko-bolszewickim. Dowodząc 9. baterią w bitwie pod Masłomęczami, celnym ogniem skutecznie stawiał opór przeważającemu nieprzyjacielowi. 9 września 1920 ciężko ranny, zmarł w warszawskim szpitalu św. Rocha. Pochowany na Cmentarzu Wojskowym na Powązkach (kwatera A13-2-6). Tego samego dnia został zatwierdzony z dniem 1 kwietnia 1920 w stopniu kapitana, w artylerii, w grupie oficerów byłych Legionów Polskich.

## Ordery i odznaczenia
- Krzyż Srebrny Orderu Wojskowego Virtuti Militari nr 6966 – pośmiertnie 10 maja 1922[1][5]
- Krzyż Niepodległości – pośmiertnie 12 maja 1931 „za pracę w dziele odzyskania niepodległości”[6]
- Krzyż Walecznych